# Dianthus pendulus
Dianthus pendulus är en nejlikväxtart som beskrevs av Pierre Edmond Boissier och Bl. Dianthus pendulus ingår i släktet nejlikor, och familjen nejlikväxter. Inga underarter finns listade i Catalogue of Life.

## Bildgalleri

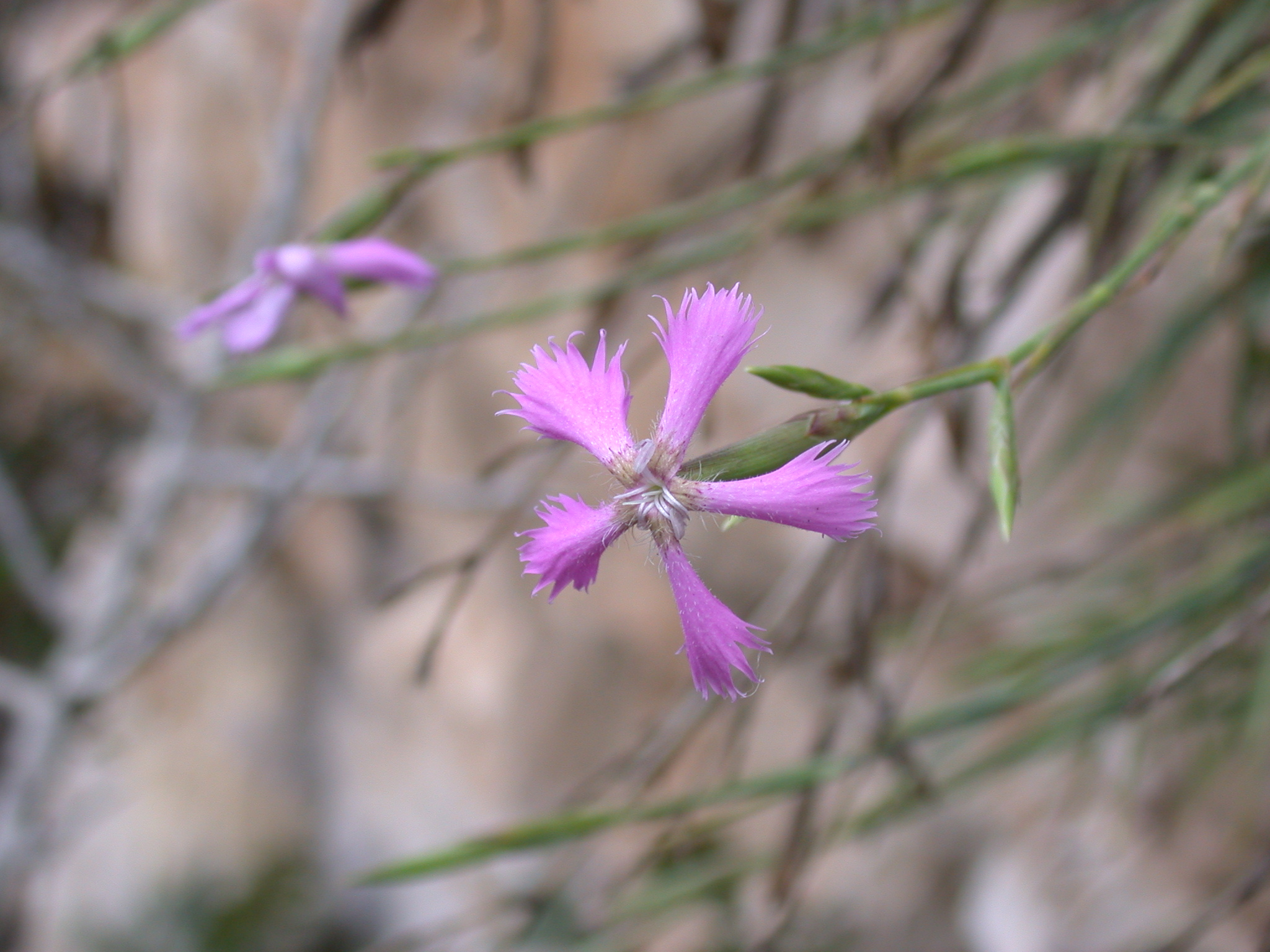